# Formats de fichier SIG
Un format de données SIG est une représentation informatique de
l'information géographique, fournissant éventuellement des
indications sur la manière dont elle est géoréférencée. Ces formats sont créés par les agences gouvernementales de cartographie (tel que l'IGN) ou par les développeurs de logiciel de Système d'information géographique (SIG).
Un format de données SIG peut contenir les informations suivantes :
- altitude, que ce soit dans une image matricielle ou une image vectorielle (ex courbe de niveau) ;
- couche de forme, (par exemple des lignes représentant des rues, etc.) ;
- description du système de coordonnées ;
- un ou plusieurs systèmes géodésiques décrivant avec précision le modèle de géoïde utilisé pour les coordonnées.

## Principaux formats de données SIG

### Format matriciel (raster)
- ADRG (ARC Digitized Raster Graphics) - National Imagery and Mapping Agency -
- BIL - Band Interleaved by Line (utilisé en imagerie satellitaire)
- CADRG (Compressed ARC Digitised Raster Graphics) - National Imagery and Mapping Agency - compression de 55:1 par rapport à ADRG
- CIB (Controlled Image Base) - National Imagery and Mapping Agency - type de Raster Product Format
- Digital raster graphic (DRG) - format des cartes papiers topographiques scannées de l'USGS
- ECW (Enhanced Compressed Wavelet) - ERMapper - Compression par ondelettes, souvent avec perte.
- ESRI grid - fichier binaire ou ASCII utilisé par ESRI
- GeoTIFF - format TIFF enrichie avec des métadonnées relatives au SIG
- IMG - ERDAS IMAGINE[1]
- JPEG2000 - format compressé, permettant une compression avec ou sans perte.
- MrSID (Multi-Resolution Seamless Image Database) - Lizardtech - Compression par ondelettes, souvent avec perte.
- NITF (National Imagery Transmission Format) - Format de la National Imagery and Mapping Agency  permettant l'échange d'images géolocalisées.

### Formats vecteurs
- Coordonnées cartésiennes (XYZ) - simple nuage de point
- Coverage - format propriétaire d'ESRI.
- Drawing eXchange Format (DXF) - AutoCAD
- Geography Markup Language (GML) - dérivé du XML pour encoder, manipuler et échanger des données géographiques. Standard développé par l'Open Geospatial Consortium pour garantir l'interopérabilité des données.
- GeoJSON - Un format léger basé sur JSON, utilisé par de nombreux logiciels SIG open source
- GeoMedia - Intergraph utilise différentes bases de données  pour le stockage de données géographiques vecteur, notamment Microsoft Access.
- GPS eXchange Format (GPX) - format de fichier permettant l'échange de coordonnées GPS
- Keyhole Markup Language (KML) - Google
- MapInfo TAB format - format vecteur de MapInfo utilisant des fichiers TAB, DAT, ID et MAP.
- National Transfer Format (NTF) - National Transfer Format (principalement utilisé par l'Ordnance Survey de Grande-Bretagne)
- S-57 - Format de données standardisé par l'Organisation Hydrographique Internationale pour les données hydrographiques numériques.
- Simple Features - Open Geospatial Consortium spécification pour les données vecteur
- Shapefile - Initialement développé par ESRI ce format, devenu un standard de facto, est largement utilisé par un grand nombre de logiciels libres comme propriétaires. Il utilise 3 types de fichiers : SHP, SHX et DBF
- Smart Data Compression (SDC) - format propriétaire d'ESRI
- Spatial Data File - format développé par Autodesk pour MapGuide
- Personal Geodatabase - format propriétaire d'ESRI, stockant des données vecteur dans un fichier Microsoft Access (.mdb).
- File Geodatabase - format ESRI de base de données spatiales stockée comme des répertoires dans un système de fichiers.
- Topologically Integrated Geographic Encoding and Referencing (TIGER) - Bureau du recensement des États-Unis
- Vector Product Format (VPF) - National Imagery and Mapping Agency format de la NIMA pour de grande base de données géographique.

### Modèle numérique de terrain
- USGS DEM (Digital Elevation Model) - USGS
- DTED (Digital Terrain Elevation Data) - National Imagery and Mapping Agency (NIMA)
- GTOPO30 - USGS - couverture de la terre entière avec une résolution de 30 secondes d'arc (~ 1 km)
- SDTS - successeur du format DEM de l'USGS

### Autres formats
- Binary Terrain - format du Virtual Terrain Project [2]
- GeoPackage (GPKG) – format mixte vecteur / raster défini par l'Open Geospatial Consortium
- Well-known text (WKT) – format ASCII défini par l'Open Geospatial Consortium
- Well-known binary (WKB) - format binaire défini par l'Open Geospatial Consortium
- World file - pour géoréférencer une image matricielle (ex JPEG, BMP)